# Olga Segler
Olga Segler (31 de julio de 1881 - 26 de septiembre de 1961) fue una mujer soviética[cita requerida] de ascendencia alemana falleció al intentar cruzar el Muro de Berlín. Según el Centro de Historia Contemporánea (ZZF), fue una de las primeras víctimas y la de mayor edad, con 80 años al momento de su muerte. Además, fue una de las ocho únicas mujeres, entre un total de al menos 140 víctimas.

## Biografía
Olga nació en Prischt, actualmente en Ucrania, en el seno de una familia de ascendencia alemana. No existen otros documentos que proporcionen información sobre su vida, pero en 1961, vivía en Berlín, en el segundo piso de un edificio (según los estándares europeos, tercero según los estándares norteamericanos) en Bernauer Straße 34, en el distrito de Mitte, en Berlín Oriental, Alemania Oriental; sin embargo, lindaba directamente con el distrito de Wedding, en Berlín Occidental, Alemania Occidental. La acera y la calle adyacentes al edificio se encontraban en Wedding, donde vivía la hija de Segler.
El 13 de agosto de 1961, Alemania Oriental comenzó la construcción del Muro de Berlín sin aviso previo, cerrando la frontera entre Mitte y Wedding, separando así a Segler y su hija. Los residentes de Bernauer Straße fueron sometidos a vigilancia constante por las autoridades, que la consideraron un foco de violaciones fronterizas. Los edificios a lo largo de la calle fueron bloqueados con barricadas y sus pasillos patrullados por guardias constantemente.

## Muerte
Un mes después, el 24 de septiembre de 1961, las autoridades de Alemania Oriental iniciaron una evacuación forzosa de los residentes de Bernauer Straße. Los habitantes del lado de Berlín Occidental, previendo que los residentes intentarían huir, se alinearon en la calle frente a la ventana de Segler, incluida su hija. Al día siguiente, Olga saltó desde su ventana hacia una red salvavidas preparada por los bomberos de Berlín Occidental. Sin embargo, como consecuencia, sufrió una lesión en la espalda y fue trasladada de emergencia al cercano Hospital Lázaro, donde falleció posteriormente de un infarto agudo de miocardio causado por la sobreexcitación del salto. Su funeral fue en el cementerio municipal de Berlín-Reinickendorf, donde fue enterrada.

## Secuelas
En 1962, se erigió un monumento conmemorativo en el exterior de Bernauer Straße 34 para conmemorar la muerte de Segler.  En septiembre de 1982, la oficina del distrito de Wedding estableció una piedra conmemorativa, para conmemorarla, junto con otras víctimas del Muro de Berlín, la mayoría de las cuales murieron en Bernauer Straße; estos también incluían a Ida Siekmann, Hans-Dieter Wesa, Rudolf Urban, Bernd Lünser, Ernst Mundt, Otfried Reck, Dietmar Schulz y aún desconocidos en 1982, las víctimas Dieter Brandes y Michael-Horst Schmidt. La oficina del distrito de Wedding también colocó una placa conmemorativa para Olga Segler frente a donde una vez estuvo su residencia, en Bernauer Straße 34.